# Giovanni da Traù (vescovo)
Giovanni da Traù (Traù, ... – Traù, 14 novembre 1111) è stato un vescovo dalmata, venerato come santo dalla Chiesa cattolica e patrono di Traù.

## Biografia
Fu eremita nel monastero camaldolese di Ossero sull'isola di Cherso. Dopo l'ordinazione episcopale a vescovo di Traù, difese nel 1105 con successo la città dall'assalto del re d'Ungheria Colomanno.

## Culto
La Chiesa cattolica lo commemora il 14 novembre. Dal Martirologio Romano: "A Traù in Dalmazia, nell'odierna Croazia, san Giovanni, vescovo, che, eremita nel monastero camaldolese di Osor, dopo l'ordinazione nel ministero episcopale difese con successo la città dall'assalto del re Colomanno".
La sua tomba si trova nella Cattedrale di San Lorenzo a Traù in Croazia dove è venerato come patrono della città.